# Paradentitruncus
Paradentitruncus is een geslacht in de taxonomische indeling van de Acanthocephala (haakwormen). De worm wordt meestal 1 tot 2 cm lang. Ze komen algemeen voor in het maag-darmstelsel van ongewervelden, vissen, amfibieën, vogels en zoogdieren.
De haakworm behoort tot de familie Illiosentidae. Paradentitruncus werd in 1989 beschreven door Moravec & Sey.